# Тася Путри
Это имя — индонезийское; здесь «Тася Путри» — личное имя.
Тася Путри Перматасари Сетиабудиаван (индон. Tasya Putri Permatasari Setiabudiawan; род. 1 февраля 2000, Бандунг, Индонезия) — индонезийская фигуристка, выступавшая в одиночном катании. Серебряный призёр чемпионата Индонезии (2018), участница Азиатских игр (2017).

## Биография
Начала заниматься фигурным катанием в 2008 году. На протяжении карьеры проживала и тренировалась в родном Бандунге. Каталась под руководством Харри Джанто Лео. Над хореографией и постановкой программ работала совместно с Эриком Чаном и Тиффани Чин. Представляла клуб «Gardenice» из Бандунга.
В 2015 году выступила в серии юниорского Гран-при. На этапе, проходившем в Колорадо-Спрингс, она заняла последнее двадцать девятое место. В 2017 году перешла на взрослый уровень и участвовала в Азиатских играх, где стала двадцатой. AP отнёс её к представителям нетипичных для фигурного катания стран.
На чемпионате Индонезии 2018 года завоевала серебряную медаль. В 2019 году, в качестве студентки университета Паджаджаран, участвовала в Универсиаде. После первого дня соревнований занимала тридцать первую позицию, тем самым не попала в финальную часть, куда прошли двадцать четыре фигуристки.
Личный рекорд по системе ISU во всех сегментах установила в 2019 году на челленджере Asian Open Trophy. В короткой и произвольной программах того турнира пыталась выполнить единственный прыжком в три оборота — тройной сальхов. В сумме набрала 92,71 баллов, благодаря чему оказалась одиннадцатой.

## Программы
| Сезон   | Короткая программа                            | Произвольная программа                                   |
| ------- | --------------------------------------------- | -------------------------------------------------------- |
| 2018/19 | - «Somewhere Only We Know»                    | - «Can't Help Falling in Love»                           |
| 2016/17 | - «Historia de un Amor» Карлос Элета Альмаран | - Саундтрек к фильму «Чикаго»                            |
| 2015/16 | - «Historia de un Amor» Карлос Элета Альмаран | - «Prayer for Taylor» Майкл У. Смит - «Heaven and Earth» |

## Результаты
| Соревнования                | 15/16         | 16/17         | 17/18         | 18/19         | 19/20         |
| Международные               | Международные | Международные | Международные | Международные | Международные |
| --------------------------- | ------------- | ------------- | ------------- | ------------- | ------------- |
| Asian Open                  |               |               |               |               | 11            |
| Christmas Cup               |               |               |               | 14            |               |
| Challenge Cup               |               |               |               | 19            |               |
| Универсиада                 |               |               |               | 31            |               |
| SEA Games                   |               |               | 7             |               | 5             |
| Азиатские игры              |               | 20            |               |               |               |
| Международные среди юниоров |               |               |               |               |               |
| FBMA Trophy                 | 13            | 13            |               |               |               |
| Asian Open                  | 20            | 16            |               |               |               |
| Cup of Tyrol                | 25            |               |               |               |               |
| Гран-при США                | 29            |               |               |               |               |
| Национальные                |               |               |               |               |               |
| Чемпионат Индонезии         |               |               | 2             |               |               |